# Gerson King Combo
Gérson Rodrigues Côrtes (Rio de Janeiro, 30 de novembro de 1943 — Rio de Janeiro, 22 de setembro de 2020), conhecido como Gerson King Combo ou Gerson Combo, foi um cantor e compositor brasileiro de soul e funk. Iniciou a carreira em 1963, fazendo dublagem no programa Hoje é Dia de Rock, apresentado por Jair de Taumaturgo e, após passar por experiências como dançarino e coreógrafo, lançou-se como cantor, inspirado na música negra americana. Passou, então, a cantar na banda Fórmula 7, fazendo o circuito de bailes carioca. No final dos anos 60 e início dos anos 70, forma uma nova banda que passa a acompanhá-lo nos bailes, não só na zona sul, como também na zona norte e na periferia. Assim, toca e dança nos bailes da pesada, de Big Boy e Ademir Lemos, sendo aclamado como rei dos bailes e James Brown brasileiro. Nesta época, lança seu primeiro LP e passa a lançar compactos constantemente, entretanto, sem conseguir sucesso radiofônico, nem penetração de suas canções nos bailes.
Em meados dos anos 70, com o crescimento da cena dos bailes na periferia, o movimento Black Rio ganhou notoriedade nacional e, com o interesse das gravadoras no novo som, Gérson consegue gravar seus dois discos de maior sucesso - Gerson King Combo, de 1977, e Gerson King Combo - Volume II, de 1978 - conseguindo sucesso radiofônico e nos bailes, com Mandamentos Black, God Save the King, Funk Brother Soul e Good Bye. Com o esmorecimento do movimento, Gérson abandona a carreira artística e passa a trabalhar como produtor de eventos. É redescoberto no final da década de 1990 e passa a fazer shows e gravar novamente, lançando mais dois álbuns. É considerado um dos principais nomes da música negra brasileira, juntamente com Tim Maia, Hyldon e Cassiano.

## Biografia
Nascido em Madureira, é filho de um policial militar e irmão do também cantor e compositor Getúlio Côrtes. Apesar de crescer em Madureira, um bairro fortemente identificado com o samba, Gérson e seu irmão nunca tocaram no ritmo, fruto da influência do pai que não gostava da marginalizado que cercava o estilo. Na adolescência, foi coroinha da Igreja São Luiz Gonzaga, no bairro onde nasceu. Aos 17 anos, passou a trabalhar como mímico na Rádio Mayrink Veiga. Atuou, também, como paraquedista militar no Realengo, durante o início da ditadura militar. Ao ver o tratamento dispensado aos presos políticos, desiludiu-se com a carreira militar. Casou-se com Angélica Maria Galhardo, com quem fazia par quando começou a trabalhar como dançarino. O casal teve um filho. Faleceu em 22 de setembro de 2020, por conta de infecção generalizada, decorrente de diabetes.

## Carreira

### Início
Gérson iniciou a carreira artística aos 20 anos fazendo dublagem no programa Hoje é Dia de Rock, apresentado por Jair de Taumaturgo. Logo depois, passou atuar como dançarino, fazendo par com sua futura mulher, Angélica Maria Galhardo. Pelo tempo trabalhando como dançarino, seu irmão - Getúlio Côrtes, autor de Negro Gato (sucesso na voz de Roberto Carlos) - levou-o para trabalhar como coreógrafo do programa Jovem Guarda, na Rede Record, em 1965. Essa experiência possibilitou um convite de Chacrinha para que Gérson passasse a coreografar a dança das chacretes no programa televisivo desse apresentador. Pela convivência com os grupos da Jovem Guarda, Gérson decide tornar-se cantor, atuando como crooner para diversos grupos, como Renato e Seus Blue Caps e The Fevers.
Entra, posteriormente, para o Fórmula 7 - famoso grupo de bailes do fim dos anos 60 - passando a trabalhar com excelentes músicos que se tornariam famosos no Brasil e internacionalmente, como o tecladista Hugo Bellard, o trompetista Márcio Montarroyos, o guitarrista Hélio Delmiro e o baixista Luizão Maia. Com esta banda, participa de 4 álbuns entre 1968 e 1970. Em 1969, estreia como coreógrafo do show de maior sucesso de Wilson Simonal - De Cabral a Simonal - fazendo, inclusive, uma ponta no show, cantando e dançando. Essa participação lhe daria a oportunidade de gravar o seu primeiro compacto, com Apaga A Luz e Não Volto Mais Aqui, lançado em 1969 pelo selo Epic da gravadora CBS. Nos anos seguintes, continuaria excursionando internacionalmente junto com Simonal e sua banda - o Som Três, com César Camargo Mariano (piano), Toninho (bateria) e Sabá (baixo). Nessas turnês pelos Estados Unidos, conhece Stevie Wonder e James Brown e, influenciado pelo nome do conjunto de um artista de jazz americano, King Curtis, adota o nome artístico de Gerson King Combo. Pela proximidade com Simonal e com os artistas ligados à Pilantragem, conhece também Os Diagonais, banda de Cassiano, e canta no conjunto de Érlon Chaves, a Banda Veneno.

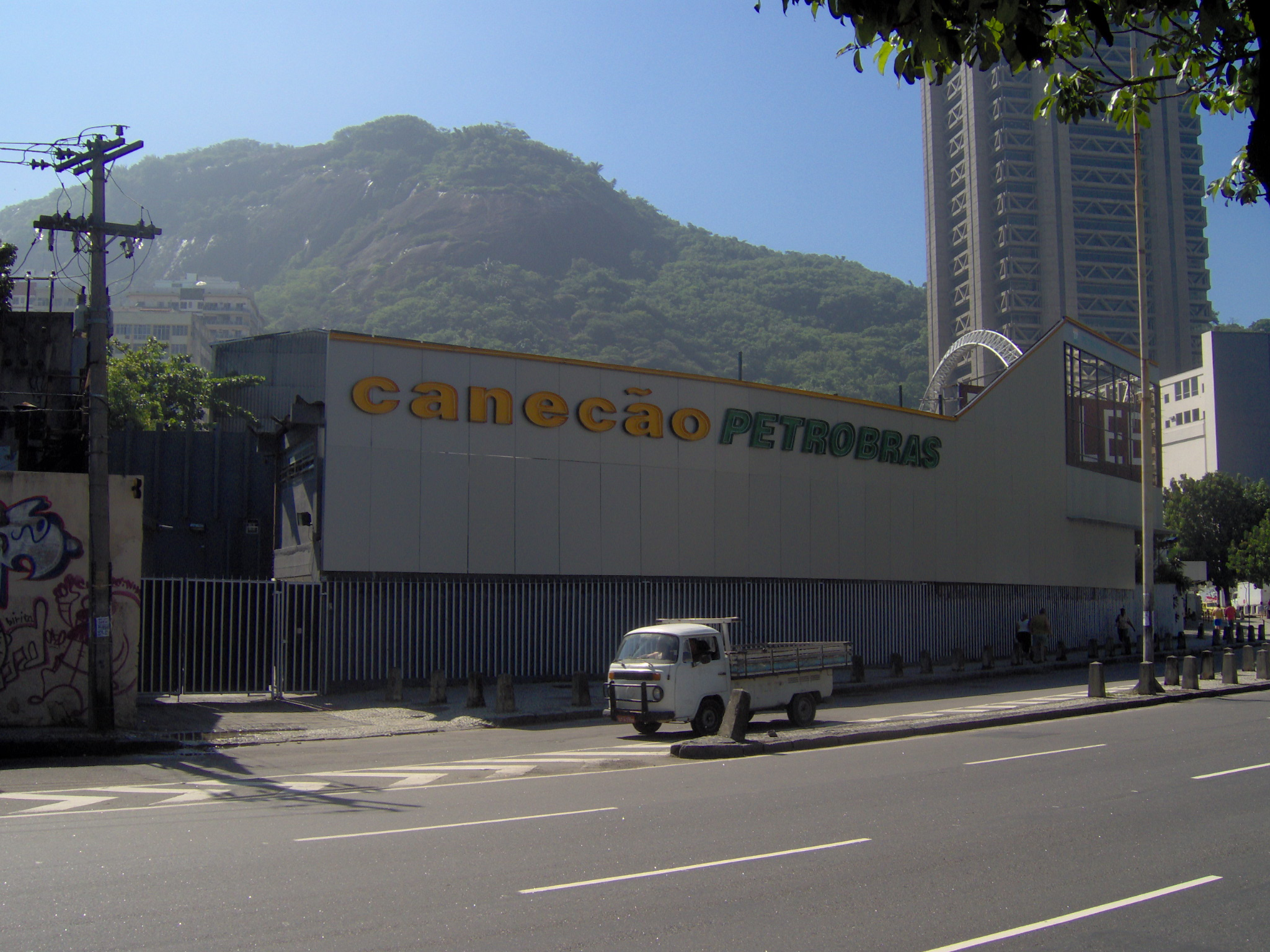
Canecão, lugar onde aconteceram diversos bailes da pesada.

Quando a banda Fórmula 7 acabou, no fim dos anos 60, Gérson e alguns músicos remanescentes fundaram a Turma do Soul para acompanhá-lo, gravando um álbum ainda em 1969, sendo creditados como Gerson Combo e a Turma do Soul. Neste álbum, Gérson recria clássicos da música brasileira - como O Xote das Meninas de Luiz Gonzaga e Pastorinhas de Noel Rosa em ritmo de soul - sendo acompanhado não só pela sua banda, como também pelos Diagonais de Cassiano. O disco foi lançado com o mesmo propósito dos discos com a Fórmula 7: fixar o repertório para participar do circuito de bailes da cidade. Entretanto, no final dos anos 60 e início dos anos 70, apareceu um novo tipo de baile. Por influência de dois DJ's cariocas - Big Boy e Ademir Lemos - este novo tipo de baile - chamados de bailes da pesada - tocava sucessos de funk e soul americano, ocorrendo, inicialmente, no Canecão e, depois, por toda a zona norte do Rio de Janeiro. A partir destes primeiros, diversos bailes começam a pipocar na periferia da cidade, tocando o mesmo estilo musical. Assim, começaram a surgir diversas equipes de som - como Furacão 2000 e Soul Grand Prix de Dom Filó - e várias bandas para tocar aquela música. Gerson tocou e dançou nesses bailes com sua banda, sendo aclamado como rei dos bailes e James Brown brasileiro, pelo seu estilo de dançar imitando James Brown. Gérson grava diversos compactos no início dos anos 70, pelas gravadoras Tapecar e Odeon e participa de um LP pela Polydor, todos sem conseguir sucesso radiofônico, nem penetração nos bailes. Juntamente com Oberdan Magalhães, Carlos Dafé e membros de sua banda de apoio - como o tecladista Cristovão Bastos - participa do embrião da Banda Black Rio, famoso conunto de música negra nos anos 70.

### Sucesso e ostracismo
Tudo mudou no dia 17 de julho de 1976, quando a jornalista Lena Frias publicou matéria de 4 páginas no caderno cultural do Jornal do Brasil sobre o movimento Black Rio, enfocando nos bailes e na atitude das pessoas. A partir daquele momento, o movimento de periferia passaria a ganhar a atenção não só da mídia e da indústria cultural brasileira, bem como do aparato repressivo do regime. Logo, diversos artistas que tinham penetração naqueles bailes - que chegavam a concentrar de 500 mil a 1 milhão e meio de pessoas por fim de semana - passaram a assinar contratos com grandes gravadoras, na tentativa destas de vender a este imenso mercado consumidor. Deste modo, Gérson assina contrato com a Polydor. Assim, em 1977, lança um álbum autointitulado que faz grande sucesso - garantindo um contrato para outro lançamento -, especialmente com as canções Mandamentos Black e God Save the King. Nesse álbum, Gérson é acompanhado pela Banda União Black, da qual fez parte e a qual passa a ser a sua banda de apoio - e que também conseguiria um contrato de gravação com a mesma Polydor, tendo seu disco lançado no mesmo ano.
No ano seguinte, Gérson lança seu segundo álbum pela Polydor. Apesar de emplacar dois hits menores, Funk Brother Soul e Good Bye, o disco não vende tão bem quanto o primeiro e, somado ao fracasso de outros lançamentos do movimento, leva as gravadoras a pararem de apostar tão fortemente na onda black. Gérson, assim como outros autores, credita ao aparecimento da música disco - propagandeada através de um filme e de uma novela global - o esmorecimento do e a perda de interesse no movimento. O artista ainda lançou dois compactos no final dos anos 70 e início dos anos 80 tentando adaptar-se a nova moda, como o rap Melô do Mão Branca, acompanhado pelo Roupa Nova (na época chamados de Os Famks) escrita por Paulo Coelho após sugestão de Roberto Livi, que queria abordar em música algo que tinha lido no jornal Ultima Hora sobre um suposto justiceiro que teria matado diversos criminosos na Baixada Fluminense. O compacto foi lançado pela PolyGram, que acabou recolhendo-o das lojas posteriormente apesar do sucesso, por temer que a canção fosse considerada apologia ao crime. Os compactos não obtiveram resultados. Com a queda do movimento no cenário musical, Gérson ficou no ostracismo, sem conseguir gravar e fazer shows. Então, arrumou um emprego como produtor de eventos em uma fundação que cuidava de deficientes físicos e mentais e abandonou a música.

### Redescoberta
Foi apenas em 1998 que Gérson foi redescoberto com uma participação no programa Muvuca de Regina Casé, quando retomou a agenda de shows. Com a redescoberta, Gérson descobriu que existia um mercado e um público cativo para o som que ele fazia, inclusive com seus discos sendo disputados a peso de ouro na Inglaterra. Em 2001, gravou um novo disco - Mensageiro da Paz - pela Warner Music Brasil, acompanhado pela banda Clave de Soul - com participações de Cidade Negra e Sandra de Sá - e que teve boa repercussão da crítica especializada para sua música negra sem misturas de ritmos tradicionalmente brasileiros - como o samba e o baião, presentes na obra de outros artistas brasileiros de soul e funk, como Tim Maia, embora tenha regravado canções de compositores brasileiros tradicionais em seu álbum de estréia. Continuou, também, com a agenda de shows e com as participações em discos e shows de artistas da música negra brasileira contemporânea, bem como de veteranos. Desse modo, participa da gravação de discos de Clave de Soul, Berimbrown e Paula Lima; e shows de Marcelo D2 - que utiliza versos de sua canção mais famosa, Mandamentos Black, em Qual É?, Carlos Dafé, Hyldon e Banda Black Rio.
Em 2009, lançou, de forma independente, Soul da Paz, acompanhado pela banda Supergroove. Em 2010, Gérson foi tema do documentário Viva Black Music. No Carnaval do Rio de Janeiro de 2013, desfilou no sétimo carro da escola de samba Portela, ao lado de Hyldon, Carlos Dafé e DJ Corello, criador dos bailes charme. No mesmo ano, lança uma campanha de financiamento coletivo no site Catarse, afim de viabilizar um álbum em homenagem a seus 70 anos, com resultados positivos.
Em 2016, foi convidado para cantar Mandamentos Black em uma campanha de marketing da plataforma de streaming Netflix para divulgar a série The Get Down sobre o surgimento do hip hop na década de 1970, no clipe participaram artistas como Tony Tornado e Nelson Triunfo.
Em 28 de fevereiro de 2020, lançou o single Deixe sair o suor versão de The breakdown (Rufus Thomas, Eddie Floyd e Mack Rice), escrita por Berico, ex-integrante da banda de Berimbrown. Com o irmão Getúlio Cortês, Gerson compôs uma única parceria, a canção Tira esse joelho daí, inspirado no Assassinato de George Floyd.
Morreu em 22 de setembro de 2020 no Rio de Janeiro, aos 76 anos, de infecção generalizada e complicações da diabetes.

## Estilo
Seu estilo é grandemente influenciado pelos cantores Little Richard, James Brown, Chubby Checker e King Curtis, de quem tirou a inspiração para o nome artístico.

## Discografia

### Estúdio
- 1969 - Brazilian Soul (Polydor) (creditado como Gerson Combo e a Turma do Soul)
- 1977 - Gerson King Combo (Polydor)
- 1978 - Gerson King Combo - Volume II (Polydor)
- 2001 - Mensageiro da Paz (Warner Music Brasil)
- 2009 - Soul da Paz (independente)

### Coletâneas
- 1971 - Brasa, Bicho, Brasa!! (Polydor) (com Os Caretas, Cacique de Ramos, Salgueiro e Som Bateau) (creditado como Gerson Combo acompanhado pelos Os Diagonais)

### Compactos Simples
- 1969 - Apaga a Luz / Não Volto mais Aqui (Epic) (creditado como Gerson Côrtes)
- 1970 - Me Dá mais um Cigarro / Quando a Cidade Acorda (Tapecar)
- 1971 - Viva / Minha Menina (Odeon) (creditado como Gerson Côrtes)
- 1977 - Jingle Black / Good Bye (Polydor)
- 1979 - Melô do Hulk / Mr John It's Pay Day (Polydor)
- 1980 - Melô do Mão Branca / Melô do Mão Branca (instrumental) (Sinter) (creditado como Mão Branca)

### Compactos Duplos
- 1972 - A Poluição / Nunca Pensei / Alguém no meu Caminho / Pra lá de Normal (Odeon) (creditado como Gerson Côrtes)
- 1977 -  Foi um Sonho Só / Uma Chance / God Save the King / Mandamentos Black (Polydor)

### Partipações
- 1968 - Som Psicodélico (com a banda Fórmula 7)
- 1968 - Volume 2 (com a banda Fórmula 7)
- 1969 - Volume 3 (com a banda Fórmula 7)
- 1970 - Fórmula 7 (com a banda Fórmula 7)
- 2000 - Berimbrown - Berimbrown (na faixa 7)
- 2001 - É Isso Aí - Paula Lima (na faixa 2)
- 2001 - Dançar É Bom - Clave de Soul (nas faixas 3 e 7)